# Höchenschwand
Höchenschwand là một xã ở huyện Waldshut trong bang-Württemberg]] thuộc nước Đức.